# Torquarator bullocki
Torquarator bullocki is een diersoort in de taxonomische indeling van de Hemichordata. Het dier behoort tot het geslacht Torquarator en behoort tot de familie Torquaratoridae. De wetenschappelijke naam van de soort werd voor het eerst geldig gepubliceerd in 2005 door Holland, Clague, Gordon, Gebruk, Pawson & Vecchione.